# بیمارستان آکادمیک پاراماریبو
بیمارستان آکادمیک پاراماریبو (به لاتین: Academic Hospital Paramaribo) یک بیمارستان و بیمارستان آموزشی در سورینام است که در پاراماریبو واقع شده‌است.